# 丁日昌墓
丁日昌墓，位于中国广东省揭阳市榕城仙桥紫峰山，为揭阳市的一个市、县级文物保护单位，类型为古墓葬，公布时间为1993年。
丁日昌墓的历史年代为1991。